# De henrettede Patrioters Grave
|  | Denne artikel er oprettet af botten Steenthbot ud fra en ekstern database. Den kan derfor have sproglige fejl eller mangler. Denne skabelon kan fjernes efter kontrol af indholdet. |

De henrettede Patrioters Grave er en dansk ugerevy fra 1945.

## Handling
Optagelser fra Mindelunden i Ryvangen i Hellerup med nyanlagte grave med blomster og sørgende mennesker. Man ser de originale henrettelsespæle i fyrretræ fra henrettelsespladsen. Pælene befinder sig i dag på Nationalmuseet, og i Ryvangen ses i stedet bronzeafstøbninger.